# Teuchitlán
Teuchitlán é um município do estado de Jalisco, no México.
Em 2005, o município possuía um total de 7.743 habitantes.